# Кофанов, Леонид Львович
Леони́д Льво́вич Кофа́нов (род. 9 июля 1960 года, Москва) — российский правовед, историк и переводчик, специалист в области римского права, доктор юридических наук, профессор кафедры международного права Российского государственного университета правосудия, ведущий научный сотрудник Института всеобщей истории РАН.

## Биография
В 1986 году окончил исторический факультет МГУ. Был сотрудником Института археологии АН СССР и Государственного исторического музея.
В 1988—1991 годах — аспирант Института всеобщей истории АН СССР. В 1991 году под руководством И. Л. Маяк защитил диссертацию на тему «Долговой вопрос в раннем Риме (2-я половина VI — IV вв. до н.э.)» на соискание степени кандидата исторических наук.
В 1992—1996 годах — научный сотрудник Института всеобщей истории РАН, с 1996 года — старший научный сотрудник, с 2002 года — ведущий научный сотрудник.
В 1996 году выступил соучредителем фонда «Центр изучения римского права».
В 2001 году защитил диссертацию на тему «Возникновение и развитие римского права в VIII—V вв. до н.э.» на соискание степени доктора юридических наук.
В 2008 году подписал обращение 227 ученых к Президенту России, в котором выражалась поддержка введению учёных степеней по теологии и преподаванию в школах религиозных предметов.

## Научная и преподавательская деятельность
Председатель Центра изучения римского права, руководитель Центра по истории римского права и европейских правовых систем Института всеобщей истории РАН, главный редактор журнала «Древнее право. IVS ANTIQVVM». Профессор кафедры международного права Российского государственного университета правосудия.
Организовал ряд крупных международных научных конференций по римскому праву, читал лекции в университетах Италии, Испании, Польши, Китая.
Участник и редактор переводов многих памятников римского права: Законов Двенадцати таблиц, Институций Гая, «Сентенций» Юлия Павла и «Фрагментов» Ульпиана, Институций Юстиниана, Дигест Юстиниана.

## Основные труды
Монографии
- Lex и ius: Возникновение и развитие римского права в VIII—III вв. до н. э.. — М., 2006.
- Обязательственное право в архаическом Риме (VI—IV вв. до н. э.). — М., 1994.

Коллективные труды
- Жреческие коллегии в Раннем Риме. К вопросу о становлении римского сакрального и публичного права / Отв. ред. Л. Л. Кофанов. — М., 2001.